# Bandiera del Vietnam del Sud
La bandiera del Vietnam del Sud, consistente in tre strisce rosse orizzontali su sfondo giallo, fu disegnata dall'imperatore Thành Thái nel 1890 e fu usata dall'imperatore Bảo Đại nel 1948. Fu la bandiera dei territori vietnamiti controllati dalla Francia fino al 1955 e rimase la bandiera del Vietnam del Sud fino al 1975, anno in cui si arrese al Vietnam del Nord.
Il significato simbolico delle tre strisce rosse può essere spiegato come il sangue unificatore che scorre al nord, al centro e al sud oppure può essere assimilabile al simbolo rappresentante il sud nei bagua taoisti.

## Bandiere storiche

Prima Bandiera della Repubblica autonoma di Cocincina (1946)
Seconda Bandiera della Repubblica autonoma di Cocincina (1946-1948)
Bandiera dei Viet Cong, usata anche dalla Repubblica del Sud Vietnam